# النمر الوردي (فلم 2006)
النمر الوردي (بالإنجليزية: The Pink Panther) هو فيلم أمريكي حركة مغامرة، كوميدي، جريمة عصابات بطولة ستيف مارتن، كيفن كلاين، بيانسيه نولز إخراج شون ليفي

## بينك بنتر-النمر الوردي-pink panther
عندما يقتل مدرب كرة القدم المعروف عالمياً (جايسون ستاثام) وتتم سرقة خاتمه الألماس الذي لايقدر بثمن "بينك بانتر"، يقوم رئيس المفتشين دريفاس (كيفين كلاين) بتكليف المفتش جاك كلوزو (ستيف مارتن) لحل الجريمة، يقوم المفتش كلوسيوه بالتوهان خلال القضية هو وصاحبه جيندارم جلبيرت بانتون (جون رينو) ومساعدته نيكول (ايميلي مورتايمر) ومن خلال تحقيقاته تقع حلقة الاشتباه حول ثلاثة أشخاص هم نجمة البوب (بيانسيه نولز) ولاعب كرة وقاتل صيني.

## وصلات خارجية
- النمر الوردي على موقع IMDb (الإنجليزية)
- النمر الوردي على موقع ميتاكريتيك (الإنجليزية)
- النمر الوردي على موقع روتن توميتوز (الإنجليزية)
- النمر الوردي على موقع نتفليكس (الإنجليزية)
- النمر الوردي على موقع قاعدة بيانات الأفلام العربية
- النمر الوردي على موقع ألو سيني (الفرنسية)
- النمر الوردي على موقع Turner Classic Movies (الإنجليزية)
- النمر الوردي على موقع أول موفي (الإنجليزية)
- النمر الوردي على موقع بوكس أوفيس موجو (الإنجليزية)
- النمر الوردي على موقع فيلمافينيتي (الإسبانية)

1. 1 2 3  وصلة مرجع: http://www.filmaffinity.com/en/film366450.html. الوصول: 8 أبريل 2016.
2. ↑  وصلة مرجع: http://www.imdb.com/title/tt0383216/. الوصول: 8 أبريل 2016.
3. 1 2  وصلة مرجع: http://www.metacritic.com/movie/the-pink-panther. الوصول: 8 أبريل 2016.
4. ↑  "قاعدة بيانات الأفلام على الإنترنت" (بالإنجليزية). Retrieved 2017-04-14.{{استشهاد ويب}}:  صيانة الاستشهاد: لغة غير مدعومة (link)
5. ↑  مذكور في: قاعدة بيانات الأفلام السويدية. معرف قاعدة بيانات الأفلام السويدية: 61792. الناشر: المعهد السويدي للسينما. لغة العمل أو لغة الاسم: السويدية.
6. 1 2 3  وصلة مرجع: http://stopklatka.pl/film/rozowa-pantera-2006. الوصول: 8 أبريل 2016.
7. 1 2  وصلة مرجع: http://www.the-numbers.com/movie/Pink-Panther-The-(2006)#tab=video-sales. الوصول: 8 أبريل 2016.
8. 1 2 3  وصلة مرجع: http://www.allocine.fr/film/fichefilm_gen_cfilm=54350.html. الوصول: 8 أبريل 2016.
9. 1 2 3 4 5 6 7 8 9  وصلة مرجع: https://filmow.com/a-pantera-cor-de-rosa-t6844/. الوصول: 8 أبريل 2016.
10. 1 2 3 4 5 6 7  وصلة مرجع: http://www.imdb.com/title/tt0383216/fullcredits. الوصول: 8 أبريل 2016.
11. 1 2 3 4 5 6 7 8 9 10 11 12 13 14  مذكور في: قاعدة بيانات الأفلام التشيكية السلوفاكية. لغة العمل أو لغة الاسم: التشيكية. تاريخ النشر: 2001.
12. ↑  وصلة مرجع: http://www.boxofficemojo.com/movies/?page=main&id=pinkpanther05.htm. مسار الأرشيف: https://www.webcitation.org/6BVyEkDHO?url=http://www.boxofficemojo.com/movies/?page=main#. تاريخ الأرشيف: 18 أكتوبر 2012.